# Caryńskie
Caryńskie [pronunciación en polaco: /t͡saˈrɨɲskʲɛ/] (en ucraniano: Царинське; romanizado,Tsaryns'ke) es un pueblo en el distrito administrativo de Gmina Lutowiska, dentro del Distrito de Bieszczady, Voivodato de Subcarpacia, en el sudeste de Polonia, cercano a la frontera con Ucrania. Se encuentra aproximadamente 11 kilómetros al sudoeste de Lutowiska, 30 kilómetros al sur de Ustrzyki Dolne, y 106 kilómetros al sudeste de la capital regional, Rzeszów.
El pueblo tiene una población de 3 habitantes.